# Na wschód od Edenu (film)
Na wschód od Edenu (oryg. East of Eden) – amerykański dramat z 1955 w reżyserii Elii Kazana. Film jest swobodną adaptacją powieści Johna Steinbecka Na wschód od Edenu.

## Fabuła
Akcja filmu ma miejsce w roku 1917 tuż przed przystąpieniem Stanów Zjednoczonych do wojny. Caleb i Aaron, synowie ranczera Adama Traska, dorastają w przeświadczeniu, że ich matka nie żyje. W rzeczywistości opuściła ich ojca tuż po urodzeniu bliźniaków. Caleb, nierozumiany przez ojca, jest przekonany, że ten go nie kocha i siebie samego uważa za zło wcielone. Pewnego dnia dowiaduje się, że matka jednak żyje i mieszka w pobliskim Monterey, prowadząc podejrzany bar, tak naprawdę dom publiczny. Adam tymczasem bankrutuje. Cal postanawia zbić majątek, aby podźwignąć ojca z kłopotów i w ten sposób zdobyć jego miłość. Narzeczona Aarona, Abra, ulega urokowi Cala, natomiast jego interesy nie idą tak gładko, jak zakładał.

## Obsada
- Raymond Massey – Adam Trask
- James Dean – Cal Trask
- Richard Davalos – Aron Trask
- Julie Harris – Abra
- Burl Ives – Sam, szeryf
- Jo Van Fleet – Kate
- Albert Dekker – Will Hamilton

## Wersja polska
- Wersja polska – Studio Opracowań Filmów w Warszawie
- Reżyseria – Zofia Dybowska-Aleksandrowicz
- Obsada:
- Miriam Aleksandrowicz
- Jarosław Domin
- Piotr Furman
- Franciszek Pieczka

i inni

## Nagrody
- 28. ceremonia wręczenia Oscarów:
  - Najlepsza aktorka drugoplanowa – Jo Van Fleet
  - Najlepszy aktor pierwszoplanowy – James Dean (nominacja)
  - Najlepszy reżyser – Elia Kazan (nominacja)
  - Najlepszy scenariusz – Paul Osborn (nominacja)
- Złoty Glob:
  - Najlepszy film dramatyczny
- Międzynarodowy Festiwal Filmowy w Cannes:
  - Najlepszy film dramatyczny
  - Złota Palma (nominacja)
- BAFTA:
  - Najbardziej obiecujący debiut filmowy – Jo Van Fleet (nominacja)
- Amerykańska Gildia Reżyserów Filmowych (DGA):
  - Najlepsze osiągnięcie reżyserskie w filmie fabularnym – Elia Kazan (nominacja)
- Amerykańska Gildia Scenarzystów (WGA):
  - Najlepszy scenariusz dramatu – Paul Osborn (nominacja)